# Different World (píseň)
Different World je píseň norského DJ a producenta Alana Walkera, K-391 a Sofie Carson s CORSAKem. Byla vydána 30. listopadu 2018. Je součástí stejnojmenného debutového studiového alba, Different World, které bylo vydáno 14. prosince 2018.

## Vydání
Píseň byla napsána švédským skladatelem Shy Martinem. Mezi ostatní skladatele patří například Fredrik Borch Olse, Gunnar Greve, Magnus Bertelsen, James Daniel Njie Eriksen, Kenneth Nilsen, Marcus Arnbekk a Mengzhou Hu. Píseň byla vydána společně s doprovodnou kampaní s názvem „#CreateADifferentWorld”, ve které Walker řeší význam současné změny klimatu. Řekl: „Chci použít svůj hlas ke zvýšení povědomí. A o tom ta píseň je. Je ještě čas, ve kterém společně můžeme vytvořit jiný svět.”
Časopis Billboard okomentoval píseň jako „líčení smutného stavu naší planety s těžko sledovatelnými obrazy znečištěných oceánů, lesních požárů a komunit pod vodou", spolu s upozorněním na nedostatek povědomí o změnách klimatu.”

## Hudební videa

### Lyric video (video s textem)
Video s textem bylo vydáno ve stejný den, jako byla vydaná píseň. 30. listopadu 2018 bylo režírované a ediované Alexanderem Zarate Frezem. Simon Compagnet vytvořil grafiku pro video, zatímco další záběry poskytli Bradley Wickham a Bror Bror.
Po většinu videa byly zobrazeny oceány naplněné odpadky, znečištění ovzduší, požáry, hurikány a jiné druhy katastrofických scénářů spojených se změnou klimatu. Po třetí čtvrtinu videa, píseň dostává více zbožný tón a zobrazuje záběry přírody, s cílem ukázat, co by mohlo být, kdyby lidé spolupracovali v boji proti změně klimatu.

### Alternativní video
Alternativní hudební video bylo vydáno 13. prosince 2018, vytvořené ve vertikálním formátu pro přehrávání na smartphonu v orientaci na výšku. Bylo také režírované Alexanderem Zarate Frez, s Larrym Reibmanem jako ředitelem fotografie. Marie Hjelmerud produkovala grafiku pohybu, spolu s Fredrikem Winge jako druhým editorem. Video také Zorazuje Sofii Carson, jak uvnitř jedné zprávy zpívá.
Video bylo orientováno pro použití na sociálních médiích, jako například Facebook, Twitter, Instagram a Snapchat.

## Žebříčky
| 2018                                         | Umístění |
| -------------------------------------------- | -------- |
| Česko (Rádio Top 100)                        | 17       |
| Finsko (Suomen virallinen lista)             | 14       |
| Norsko (VG-lista)                            | 31       |
| Švédsko (Sverigetopplistan)                  | 5        |
| Švýcarsko (Schweizer Hitparade)              | 73       |
| USA (Hot Dance/Electronic Songs (Billboard)) | 32       |